# Prosoplus subcarinatus
Prosoplus subcarinatus är en skalbaggsart som beskrevs av Stefan von Breuning 1970. Prosoplus subcarinatus ingår i släktet Prosoplus och familjen långhorningar. Inga underarter finns listade i Catalogue of Life.